# Gerardus Coumans
Gerardus Coumans (Stein (Limburg), 27 september 1929 – 10 november 2011) was een Nederlands componist, dirigent en organist. 

## Levensloop
Coumans kreeg al in jonge jaren (knop)accordeonlessen. Regelmatig ging hij op solistenconcours met zijn instrument, in totaal 11 keer. In 1949 werd hij in Brussel BeNeLuxkampioen in de hoogste afdeling. Op 18-jarige leeftijd begon hij werken voor accordeon te componeren. Dit was zeer succesrijk, omdat verschillende werken van hem op de solistenconcoursen verplicht gesteld werden en in 1972 werden twee werken door een bekend Nederlands duo via televisie uitgezonden. 
Hij studeerde privé compositie bij Piet Stalmeier in Hoensbroek. In 1951 slaagde hij aan het Koninklijk Conservatorium in Den Haag voor het staatsexamen. Aansluitend studeerde hij aan het toenmalige Maastrichts Muzieklyceum onder andere orkestdirectie en instrumentatie bij Benoît Franssen en orgel bij Louis Toebosch. 
In 1953 werd hij organist en koorleider aan de parochiekerk "St. Martinus" in Geulle. In 1956 werd hij ook dirigent van de Fanfare "St. Martinus in Geulle. Met dit muziekkorps behaalde hij op concoursen vele successen. Hij was verder dirigent van HaFa-orkesten in Roosteren (12 jaar), Bunde (4 jaar) en Valkenburg (4 jaar). Van 1971 tot 1978 was hij dirigent van de Société St. Martin Fanfare de Stein in Stein (Limburg). 
Vanaf 1956 was hij leraar accordeon en orgel aan de muziekschool in Geleen.